# 宋伊
宋伊（1516年—1548年），字汝任，號陟台，河南南陽府裕州人，軍籍，明朝政治人物。同進士出身。

## 生平
嘉靖十九年（1540年）庚子科河南鄉試第二十七名舉人。嘉靖二十年（1541年）中式辛丑科會試第二百二十九名，登第三甲第七十九名進士。授昆山县知县，擢升户科給事中，嘉靖二十七年卒。

## 家族
曾祖宋傑；祖父宋寶，壽官；父宋昌隆，府同知。母王氏；繼母文氏。慈侍下。無子，以侄子宋禄为嗣。